# Gubernatorzy Tasmanii

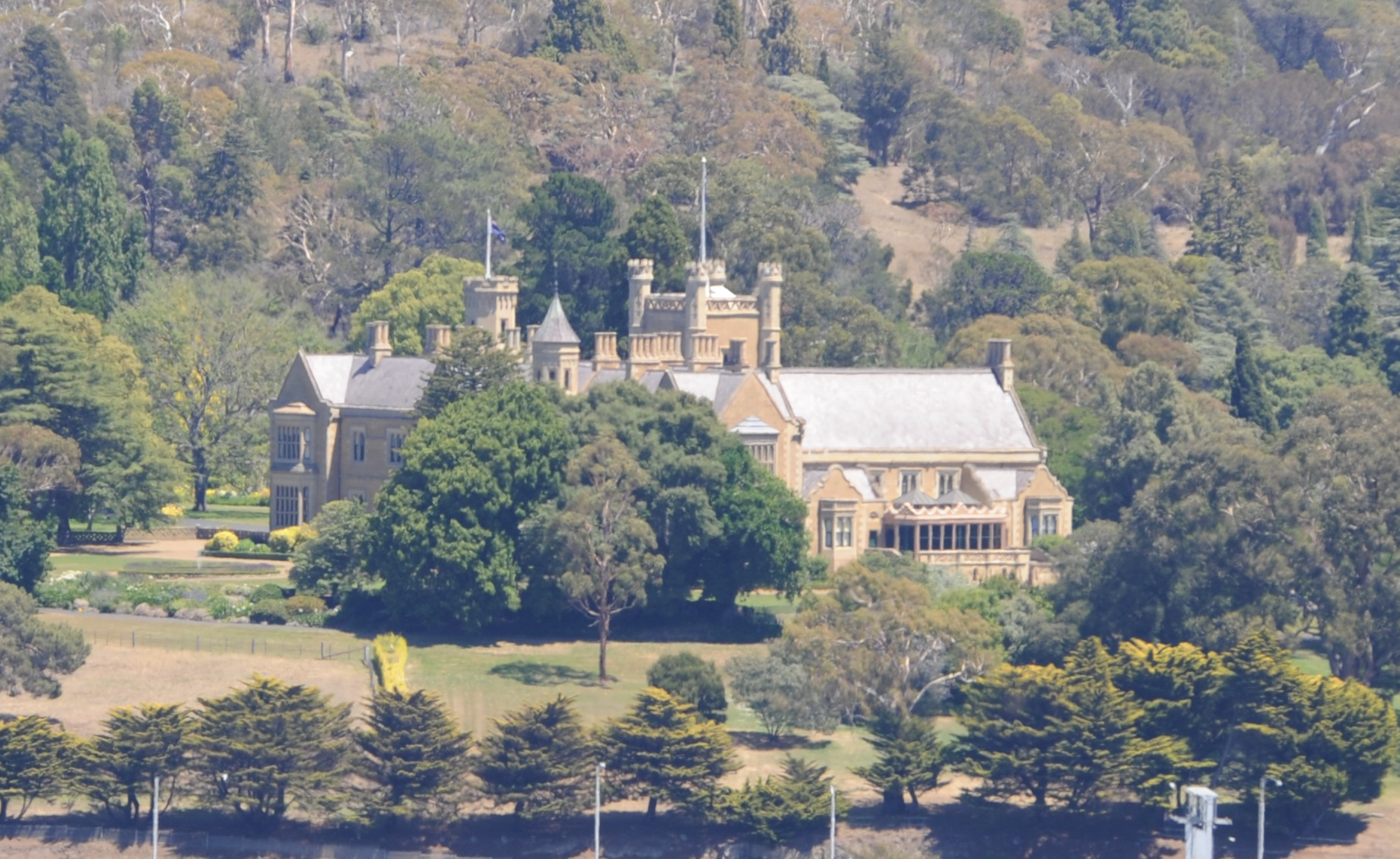
Goverment House w Hobart, oficjalna siedziba gubernatorów Tasmanii

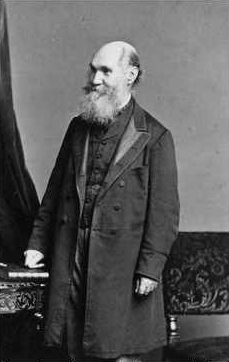
Sir Henry Young, pierwszy gubernator

Gubernator Tasmanii – formalnie najwyższe stanowisko we władzy wykonawczej australijskiego stanu Tasmania, choć w praktyce ustępujące swym znaczeniem urzędowi premiera. Gubernator jest osobistym przedstawicielem królowej Australii na terenie stanu. Posiada też szerokie kompetencje, w tym m.in. prawo skracania kadencji parlamentu (co w praktyce czyni jedynie na wniosek premiera) oraz powoływania szefa rządu stanowego, którym zwyczajowo zostaje jednak przywódca partii lub koalicji posiadającej większość w izbie niższej stanowego parlamentu. Rzeczywista rola gubernatora sprowadza się do zadań ceremonialnych. 
Urząd ten powstał w roku 1856. Wcześniej urzędnicy stojący na czele władz kolonialnych w Ziemi Van Diemena - jak wówczas nazywała się Tasmania - nosili niższy tytuł gubernatora porucznika.
Oficjalną siedzibą gubernatorów jest gmach Government House w Hobart. 

## Lista gubernatorów

### Gubernatorzy-porucznicy Ziemi Van Diemena
| od   | do   | osoba               |
| ---- | ---- | ------------------- |
| 1813 | 1817 | Thomas Davey        |
| 1817 | 1824 | William Sorell      |
| 1824 | 1836 | George Arthur       |
| 1837 | 1843 | John Franklin       |
| 1843 | 1846 | John Eardley-Wilmot |
| 1847 | 1855 | William Denison     |

### Gubernatorzy kolonii brytyjskiej
| od   | do   | osoba              |
| ---- | ---- | ------------------ |
| 1856 | 1861 | Henry Fox Young    |
| 1862 | 1868 | Thomas Gore Browne |
| 1869 | 1874 | Charles Du Cane    |
| 1875 | 1880 | Frederick Weld     |
| 1881 | 1886 | George Strahan     |
| 1887 | 1982 | Robert Hamilton    |
| 1893 | 1900 | Jenico Preston     |

### Gubernatorzy stanu Australii
| od      | do      | osoba                     |
| ------- | ------- | ------------------------- |
| 1901    | 1903    | Arthur Havelock           |
| 1904    | 1909    | Gerald Strickland         |
| 1909    | 1913    | Harry Barron              |
| 1913    | 1917    | William Ellison-Macartney |
| 1917    | 1920    | Francis Newdegate         |
| 1920    | 1922    | William Allardyce         |
| 1924    | 1930    | James O’Grady             |
| 1933    | 1945    | Ernest Clark              |
| 1945    | 1951    | Hugh Binney               |
| 1951    | 1958    | Ronald Cross              |
| 1959    | 1963    | Thomas Corbett            |
| 1963    | 1968    | Charles Gairdner          |
| 1968    | 1973    | Edric Bastyan             |
| 1973    | 1982    | Stanley Burbury           |
| 1982    | 1987    | James Plimsoll            |
| 1987    | 1995    | Phillip Bennett           |
| 1995    | 2003    | Guy Green                 |
| 2003    | 2004    | Richard Butler            |
| 2004    | 2008    | William Cox               |
| 2008    | 2014    | Peter Underwood           |
| od 2014 | od 2014 | Kate Warner               |